# Тетраоксид-бромид триевропия(III)
Тетраоксид-бромид триевропия(III) — неорганическое соединение, 
оксосоль европия и бромистоводородной кислоты с формулой Eu3O4Br,
светло-жёлтые кристаллы.

## Получение
- Реакция оксид-бромида европия(III) и оксида европия(III) в инертной атмосфере или вакууме:

{\displaystyle {\mathsf {EuOBr+Eu_{2}O_{3}\ {\xrightarrow {900-1050^{o}C}}\ Eu_{3}O_{4}Br}}}
- Прямое бромирование оксида европия(III) в токе инертного газа:

{\displaystyle {\mathsf {6Eu_{2}O_{3}+2Br_{2}\ {\xrightarrow {750-800^{o}C}}\ 4Eu_{3}O_{4}Br+O_{2}}}}

## Физические свойства
Тетраоксид-бромид триевропия(III) образует светло-жёлтые кристаллы
ромбической сингонии,
пространственная группа C mcm,
параметры ячейки a = 0,4124 нм, b = 1,1986 нм, c = 1,1854 нм, Z = 4.